# دایهاتسو بی
دایهاتسو بی (Daihatsu Bee) خودرویی است که در سال‌های ۱۹۵۸در ژاپن تولید شده‌است. طراحی آن خودروهای موتور عقب-محور عقب بوده است.
موتور آن ۵۴۰ سی‌سی است.